# Technik und Wirtschaft
Technik und Wirtschaft war eine deutsche Fachzeitschrift, die von 1908 bis 1944 veröffentlicht wurde. Sie wurde vom Verein Deutscher Ingenieure (VDI) herausgegeben. Technik und Wirtschaft erschien zunächst als Beilage in der Zeitschrift des Vereines deutscher Ingenieure, ab 1920 wurde sie als eigenständige Zeitschrift geführt.

## Geschichte
Lange Zeit wurden beim VDI gesamtwirtschaftliche Fragen ausgeklammert. Zu Beginn des 20. Jahrhunderts machte sich in dessen Vorstand eine Gruppe stark, welche die Ansicht vertrat, dass ein Ingenieur spätestens zum Eintritt in den wirtschaftlichen Wettkampf volkswirtschaftliche Kenntnisse bedürfe. Diese Gruppe etablierte eine vierwöchentlich erscheinende Beilage zur Zeitschrift des Vereines deutscher Ingenieure, die mit dem Anspruch antrat, den Ingenieur neutral über wirtschaftliche Zusammenhänge zu informieren. Erster verantwortlicher Redakteur war Diedrich Meyer, der später einer der Direktoren des VDI werden sollte.
Die Zeitschrift hatte mit Erstveröffentlichung zu Beginn des Jahres 1908 einen Umfang von zwei Bogen, doch bereits mit Heft vier wurde der Umfang auf drei Bogen erweitert, um der Menge der eingehenden Beiträge gerecht zu werden. 1920 wurde aus der Beilage zur Zeitschrift des Vereines deutscher Ingenieure eine eigenständige Zeitschrift. Um 1927/1928 betrug die Auflage von Technik und Wirtschaft ungefähr 8000. Kriegsbedingt wurde Technik und Wirtschaft 1944 eingestellt.
Technik und Wirtschaft erschien zunächst mit dem Untertitel Monatsschrift des Vereins Deutscher Ingenieure, danach mit dem Zusatz Zeitschrift für Wirtschaftskultur. Verlegt wurde sie bis 1923 in Kommission vom Springer-Verlag, anschließend vom VDI-Verlag.